# Dirty Dancing (téléfilm)
Pour les articles homonymes, voir Dirty Dancing (homonymie).
Pour plus de détails, voir Fiche technique et Distribution.
Dirty Dancing, ou Danse Lascive au Québec, est un téléfilm américain réalisé par Wayne Blair et diffusé le 24 mai 2017 sur le réseau ABC et en simultané sur le réseau CTV au Canada.
C'est un remake du film Dirty Dancing de Emile Ardolino (1987).
Au Québec, il a été diffusé sous forme de mini-série de trois épisodes entre le 11 décembre 2017 et le 13 décembre 2017 sur Télé-Québec. En France, il a également été diffusé sous ce format mais intégralement le 21 décembre 2017 sur TF1.

## Synopsis
Été 1963, Baby, fille d'une riche famille américaine, passe ses vacances avec ses parents et sa sœur dans la région des montagnes Catskill dans l'État de New York, à la pension de la famille Kellerman. Elle se trouve mêlée à la vie des employés de la pension et se trouve confrontée à un monde qui lui est complètement étranger, celui de la danse. Malgré le désaccord de son père, Baby va connaître une histoire d'amour avec Johnny, le professeur de danse de l'établissement, issu d'un milieu social très différent de celui de la jeune femme.

## Fiche technique
Sauf indication contraire, les informations mentionnées dans cette section peuvent être confirmées par la base de données cinématographiques IMDb,  présente dans la section « Liens externes ».
- Titre original : Dirty Dancing
- Titre québécois : Danse Lascive
- Réalisation : Wayne Blair, d'après le film Dirty Dancing de Emile Ardolino
- Scénario : Jessica Sharzer, d'après le scénario de Eleanor Bergstein
- Musique : Adam Anders et Peer Åström, d'après les musiques John Morris et Erich Bulling
- Direction artistique : Kevin Hardison
- Décors : Stephen Altman et Rick Butler
- Costumes : Lisa Padovani
- Son : Mark LeBlanc, Mike Marchain
- Montage : Michael P. Shawver
- Production : Adam Anders, Judy Cairo, Bill Hill et Stephen Meinen
  - Productrice déléguée : Allison Shearmur
  - Productrice associée : Megan Driscoll
- Sociétés de production : Allison Shearmur Productions et Lionsgate Television
- Sociétés de distribution :
  - États-Unis : American Broadcasting Company (ABC) (télévision)
  - France : TF1[4]
- Pays d’origine :  États-Unis
- Langue originale : anglais
- Format : couleur - son Dolby numérique
- Genre : drame, musical, romance
- Durée : 130 minutes / 180 minutes (publicités comprises)
- Première diffusion :
  - États-Unis / Canada : 24 mai 2017 sur ABC / CTV
  - Québec : 11 au 13 décembre 2017 sur Télé-Québec
  - France : 21 décembre 2017 sur TF1

## Distribution
- Abigail Breslin (VF : Zina Khakhoulia) : Frances « Baby » Houseman
- Colt Prattes (VF : Thomas Roditi) : Johnny Castle
- Debra Messing (VF : Emmanuèle Bondeville) : Marjorie Houseman
- Bruce Greenwood (VF : Bernard Lanneau) : Dr Jake Houseman
- Nicole Scherzinger (VF : Aurélie Konaté) : Penny Johnson
- Sarah Hyland (VF : Alexia Papineschi) : Lisa Houseman
- Tony Roberts (VF : Philippe Ariotti) : Max Kellerman
- Trevor Einhorn (en) (VF : Charles Pestel) : Neil Kellerman
- Shane Harper (VF : Maxime Coudour) : Robbie Gould
- J. Quinton Johnson (VF : Tommy Lefort) : Marco
- Beau Casper Smart (VF : Jeff Esperanza) : Billy Kostecki
- Katey Sagal (VF : Ariane Deviègue) : Vivian Pressman
- Billy Dee Williams (VF : Thierry Murzeau) : Tito Suarez

 Source et légende : version française (VF) sur RS Doublage

## Production

### Développement
En 2011, le studio Lionsgate acquiert les droits du film Dirty Dancing et décide de lancer le développement d'un remake. Le studio engage alors le célèbre réalisateur et chorégraphe Kenny Ortega pour réaliser le film mais le projet ne verra jamais le jour. Début 2015, Lionsgate Television, la division télé du studio, récupère le projet et décide d'en faire une mini-série télévisée mais le projet est aussi mis de côté.
Quelques mois après, la chaîne ABC commande le projet mais en tant que téléfilm dont la diffusion sera prévue pour 2017.

### Casting
Le casting a eu lieu entre décembre 2015 et avril 2016 dans cet ordre : Abigail Breslin, Debra Messing, Colt Prattes, Nicole Scherzinger, Sarah Hyland, Billy Dee Williams, Shane Harper, Beau Casper Smart et J. Quinton Johnson, Bruce Greenwood, Trevor Einhorn, Katey Sagal et Tony Roberts.

### Tournage
Le tournage s'est déroulé à Hendersonville en Caroline du Nord entre avril et mai 2016.

## Bande-originale
Liste des titres
1. Be My Baby - Bea Miller
2. Big Girls Don't Cry - Karmin
3. Love Man - J. Quinton Johnson
4. Do You Love Me - Colt Prattes, Nicole Scherzinger et J. Quinton Johnson
5. Fever - Katey Sagal et Colt Prattes
6. When I’m Alone - J. Quinton Johnson
7. Wipe Out - American Authors et Lindsey Stirling
8. Hungry Eyes - Greyson Chance
9. Hey Baby - Lady Antebellum
10. Whole Lotta Shakin' Goin' On - Nicole Scherzinger et Abigail Breslin
11. Cry to Me - Seal
12. They Can't Take That Away From Me - Debra Messing
13. Love Is Strange - Abigail Breslin et Colt Prattes
14. They Can't Take That Away From Me (Reprise) - Bruce Greenwood
15. She's Like the Wind - Calum Scott
16. Don’t Think Twice It’s Alright - Sarah Hyland et J. Quinton Johnson
17. (I've Had) The Time of My Life - La distribution du téléfilm

## Accueil

### Audience
Aux États-Unis, le téléfilm a réuni 6,61 millions de téléspectateurs avec un taux de 1.4 sur les 18-49 ans faisant de lui le deuxième programme le plus regardé de la soirée.
Un score qui lui permet de faire légèrement mieux que The Rocky Horror Picture Show: Let's Do the Time Warp Again, le précédent téléfilm musicale du réseau Fox, et qui reste dans la moyenne des audiences habituelles de ABC mais néanmoins assez faible comparé aux précédents événements musicaux live des réseaux Fox et NBC.
Au Canada, il a été vu par 1,275 million de téléspectateurs sur CTV (en direct + en différé 7 jours), passant derrière Survivor sur le réseau Global.

### Critiques
Le téléfilm a reçu des critiques négatives sur le site agrégateur de critiques Rotten Tomatoes recueillant 22 % de critiques positives, avec une note moyenne de 4,2/10 sur la base de 18 critiques collectées. Sur le site Metacritic, il a aussi reçu des critiques négatives avec un score de 39/100 sur la base de 16 critiques collectées.